# Dimethylmethylfosfonaat
Dimethylmethylfosfonaat (afgekort tot DMMP) is een organofosforverbinding, met als brutoformule C3H9O3P. De stof komt voor als een kleurloze vloeistof, die goed oplosbaar is in water. De stof is brandbaar en verspreidt een karakteristieke geur.

## Toepassingen
Dimethylmethylfosfonaat wordt voornamelijk toegepast als vlamvertrager. Verder wordt het gebruikt als additief voor benzine, als middel om schuimen tegen te gaan, als weekmaker, als stabilisator en om het ophopen van statische elektriciteit tegen te gaan.

## Toxicologie en veiligheid
Dimethylmethylfosfonaat wordt niet geclassificeerd als giftig, maar is schadelijk als het wordt ingeademd, doorgeslikt, of via de huid wordt opgenomen. Het is waarschijnlijk kankerverwekkend. De stof wordt door de Conventie tegen Chemische Wapens als een klasse 2 stof gedefinieerd, en wordt gebruikt bij de synthese van het zenuwgas sarin. Dimethylmethylfosfonaat kan ook worden gebruikt voor het simuleren van een aanval met sarin voor trainingsdoeleinden of voor het ijken van sarin-detectors.
De El-Al Boeing die bij de Bijlmerramp neerstortte, had minstens 10 plastic vaatjes met in totaal ongeveer 190 liter dimethylmethylfosfonaat aan boord. De stof was in New York aan boord van de El Al-Boeing 747 gebracht en was bestemd voor het "Israel Institute for Biological Research" in Ness Ziona. Dit is de voornaamste staatsinstelling van Israël voor onderzoek naar de werking van gifgassen. Volgens deskundigen was 190 liter voor een onderzoeksinstituut een ongewoon grote bestelling. Tijdens de openbare verhoren van de parlementaire enquête naar de Bijlmerramp was er veel onduidelijkheid over de lading die in het vliegtuig aanwezig was geweest.